# Dialeurodes citricola
Dialeurodes citricola es un hemíptero de la familia Aleyrodidae, con una subfamilia: Aleyrodinae.
Fue descrita científicamente por primera vez por Young en 1942.